# غواصة يو-151
كانت الغواصة يو-151 واحدة من 329 غواصة خدمت في البحرية الإمبراطورية الألمانية خلال الحرب العالمية الأولى.